# Afreumenes aethiopicus
Afreumenes aethiopicus är en stekelart som först beskrevs av Henri Saussure 1852.  Afreumenes aethiopicus ingår i släktet Afreumenes och familjen Eumenidae.

## Underarter
Arten delas in i följande underarter:
- A. a. affinis
- A. a. longirostris
- A. a. longitudinalis